# Office Park Nové Butovice
Office Park Nové Butovice je komplex kancelářských a administrativních budov na sídlišti Nové Butovice v okolí stejnojmenné stanice linky B pražského metra ve čtvrti Stodůlky městské části Praha 13.
Komplex moderních prosklených budov tvoří panorama této části města viditelné zdaleka.

## Historie

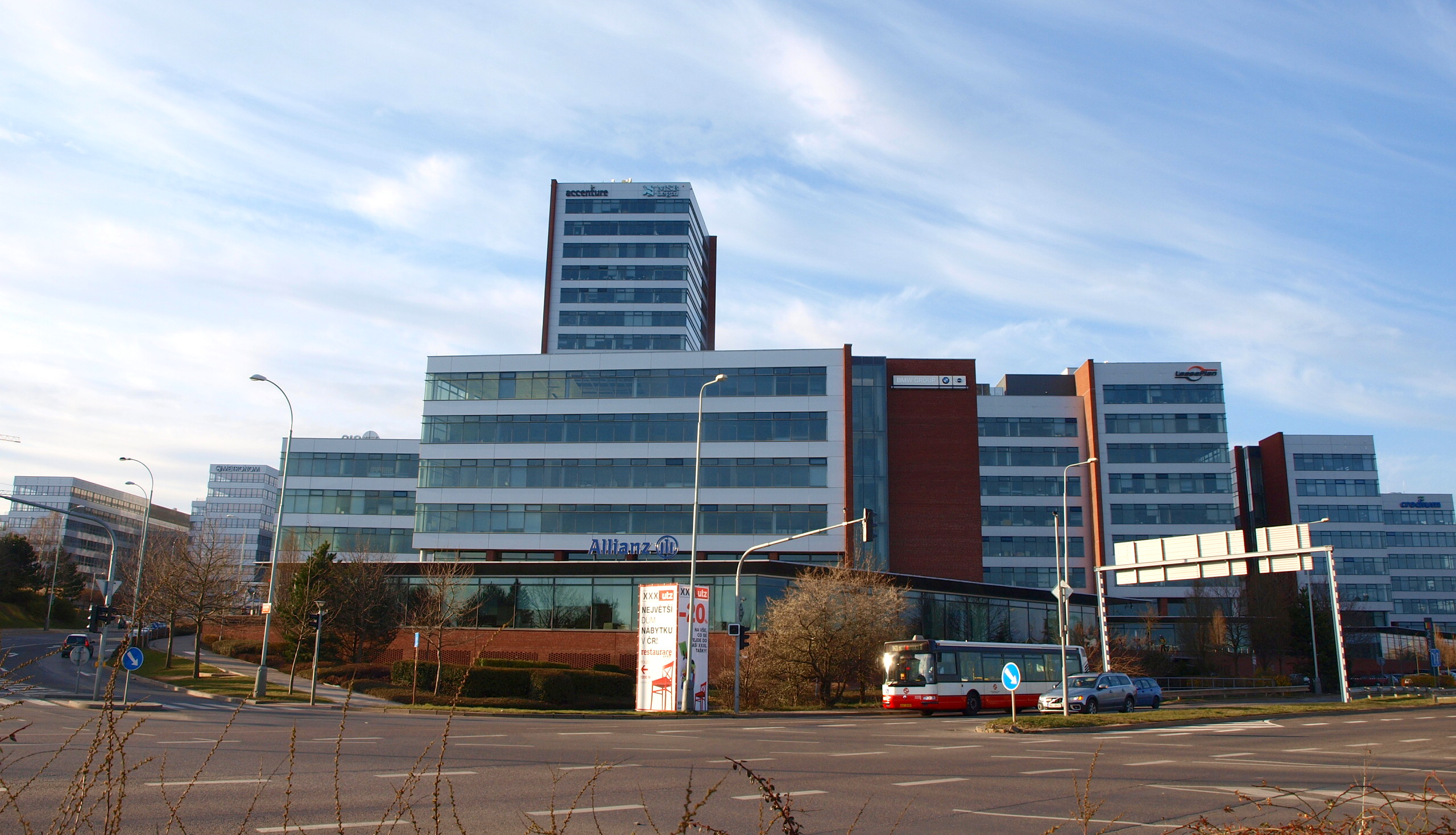
Komplex kancelářských budov Nové Butovice

Autorem architektonického návrhu bylo Studioacht. Projekt Office Park Nové Butovice byl dokončen v roce 2001 a v soutěži „Nejlepší z realit“ získal první cenu v kategorii nových administrativních center. Projekt se zároveň stal „Nejlepším kancelářským projektem“ časopisu Construction Journal.
Původní část Office Parku tvoří (první fáze dokončena roku 2001), který se skládá ze čtyř kancelářských budov
- Budova A (nejnižší)
- Budova B
- Budova C
- Budova D (nejvyšší, 18patrová budova - Accenture, výška 70 metrů)

V další fázi výstavby přibyly další budovy:
- Explora Business Center – Jupiter
- Metronom (dokončeno v květnu 2015)
- Aspira Business Centre (dokončeno v listopadu 2017)